# Hyllus lacertosus
Hyllus lacertosus là một loài nhện trong họ Salticidae.
Loài này thuộc chi Hyllus. Hyllus lacertosus được Carl Ludwig Koch miêu tả năm 1846.